# 6932 Tanigawadake
6932 Tanigawadake este un asteroid din centura principală de asteroizi.

## Descriere
6932 Tanigawadake este un asteroid din centura principală de asteroizi. A fost descoperit pe 24 decembrie 1994 la Oizumi de Takao Kobayashi. El prezintă o orbită caracterizată de o semiaxă mare de 2,33 ua, o excentricitate de 0,25 și o înclinație de 3,7° în raport cu ecliptica.